# Бойові шрами
Бойові шрами (англ. Battle Scar) — манґа, написана та проілюстрована манґакою Казуєю Курамото, заснована на реальних свідченнях про війну в Україні.
Перша глава манґи стала фіналістом 70-ї премії манґи Shonen Jump New World Manga Award. Повноцінна книга була видана 16 серпня 2024 року японською мовою, що включає в себе три історії, створені на основі інтерв'ю очевидців повномасштабного вторгнення Російської Федерації на територію України.
2 лютого 2025 року «Бойові шрами» увійшли до списку семи фіналістів 29-ї Культурної премії Тедзуки Осаму — однієї з найпрестижніших нагород у галузі манґи.

## Культурне значення
У своєму інтерв'ю 24 лютого 2025 року автор розповів про мотивацію створення манґи:
«Моє бажання створити „Бойові шрами“ на тему війни в Україні почалося з усвідомлення власного безсилля. Як людина, яка має друзів і в Росії, і в Україні, я не можу перестати турбуватися про їхню безпеку з 24 лютого 2022 року. Але скільки б ви не хвилювалися — ви не можете змінити ситуацію.

Подумавши про те, що я можу зробити серед усього цього, я зрозумів, що малювати манґу — єдине, що мені під силу. Тож я вирішив створити історії про людей, які пережили війну, щоб передати світ навколо моїх друзів ширшій аудиторії.»
Манґа «Бойові шрами» стала однією з перших японських манґ, що висвітлюють повномасштабну війну в Україні, ґрунтуючись на інтерв'ю з реальними учасниками та очевидцями подій. У ній подано досвід як цивільних, так і військових осіб, що дозволяє читачам ознайомитися з різними аспектами та наслідками сучасного збройного конфлікту.

## Сюжет
Манґа містить три окремі історії, засновані на інтерв'ю зі свідками повномасштабного вторгнення Російської Федерації на територію України.
- Перша історія: Шинобі

Сюжет заснований на інтерв'ю з українським добровольцем із позивним Шинобі, відомим у соціальних мережах як Дід Шинобі. Історія описує досвід військового та його побратимів у перші дні вторгнення до міста Харків. У ній показано військові злочини, скоєні російськими солдатами проти цивільного населення. Одним з епізодів є порятунок кішки на ім'я Чмоня, яка згодом стала домашньою улюбленицею Шинобі. Для забезпечення достовірності автор ретельно працював з джерелами, зокрема зі стратегічним дослідником, щоб відтворити реальні локації — наприклад, будівлю «Нової пошти», яку було зруйновано під час зображених в манзі подій. Доступна до читання японською та англійською мовами.
- Друга історія: Альона

Сюжет засновано на інтерв'ю з дівчиною, яка пережила російську окупацію міста Херсон. У манзі зображено насильство, якого зазнавали цивільні мешканці на тимчасово окупованих територіях України з боку російських військових. Доступна до читання японською мовою.
- Третя історія: Матя

Сюжет заснований на подіях перших днів повномасштабного вторгнення, що подаються з погляду маленької дитини на ім'я Матя. Манґа починається із зображення мирного життя родини в Маріуполі, але раптовий початок бойових дій демонструє жахи війни: загибель цивільних, зруйновані будівлі, важкі умови виживання на вулицях міста. Завершується історія символічною сценою — закривавлений плюшевий коник Маті. За словами автора, саме фотографія закривавленої іграшки після обстрілу вокзалу в Краматорську стала джерелом натхнення для створення цієї історії. Доступна до читання японською, англійською, українською та російською мовами.